# 大和田南那
大和田南那（日语：／ Ōwada Nana */?，1999年9月15日—）是日本女藝人，為女子偶像團體AKB48前成員，千葉縣出身。2013年以AKB48 15期生身分出道，所屬經理人公司為OOO Entertainment。

## 經歷

### 2013年
- 1月19日，於「AKB48第十二屆研究生（15期生）試鏡會（日语：AKB48のオーディション#第十二回研究生（15期生）オーディション）」中合格，成為AKB48的15期生。
- 4月30日，與其他15期研究生作为伴舞，参演大岛Team K「Waiting」公演近野莉菜生诞祭，这场公演是大和田在劇場首次登台演出[5]。
- 6月5日，參加研究生武道馆公演「AKB48集團研究生演唱會「早推得勝」」，演唱分组曲《沙灘的櫻桃》。
- 6月9日，于AKB48 研究生公演「睡衣兜風」公演出道[6]。
- 6月30日，首次参加AKB48在北海道的立產業共進會場（日语：北海道立産業共進会場）举行的握手会。
- 7月6日，参加猜拳大會研究生预赛并成功晋级。
- 7月20日至8月25日，参加五大巨蛋巡演。
- 9月18日，於「AKB48第34張單曲選拔猜拳大會」中作為種子組參戰，第二回戰中不敵鵜野瑞希而出局，未能入選選拔成員。
- 12月8日，參加 AKB48 8周年特別紀念公演，演唱《你的眼是星象儀》。
- 12月17日，參加第3届AKB48紅白對抗歌合戰，與島崎遥香和橫山由依一同代表白組演唱《初次的》，並擔任Center[註 1][7]。

### 2014年
- 1月23日-26日，參加「AKB48 重溫時間 最佳曲目200 2014」舞台表演，並現場演出歌曲《來一塊糖果》、《Let's go研究生！》、《你正在看着夕阳吗？》及《睡衣兜风》等等；她担任Center的《你的眼是星象儀》及《Party is over》[8]分別獲得第38及161名，在演唱《Party is over》時表現「有點緊張」[9]。
- 1月27日，參加「AKB48 Unit祭 2014」，演唱《我 像一片葉子》和《只給你的Chu!Chu!Chu!》。
- 2月14日，電視劇《水手服殭屍》演员阵容公布，大和田擔任主角[10]。
- 2月24日，於Zepp DiverCity Tokyo（日语：Zepp）舉辦的「AKB48集團大組閣祭」中宣布升格至Team B[11] 。
- 2月26日，於當日發售的AKB48單曲《勇往直前》的B面曲《比起昨天更喜歡你》（昨日よりもっと好き）中擔任center。
- 9月17日，於「AKB48 Group 猜拳大會2014」獲得第8名，入選渡邊美優紀個人出道單曲中C/W曲的選拔成員。

### 2015年
- 1月21-25日，参与了演唱会「AKB48 重溫時間 最佳曲目1035 2015」，大和田担任center的五首歌曲排名如下：

第665名 - 如果散去也很好吧…
第159名 - Party is over
第91名 - 最初的愛情故事
第82名 - 比起昨天更喜歡你
第47名 - 你的眼是星象儀
- 3月25日，於埼玉超級競技場舉辦的「AKB48年輕成員全國巡迴演唱會～未來是由現在構成的～」演唱會中，大和田被宣布加入新的七人組合「小蝸牛Chu!」，組合的其她成員分別是AKB48的向井地美音、川本紗矢、村山彩希、谷口惠、HKT48的矢吹奈子與田中美久。
- 3月26日，於埼玉超級競技場舉辦的演唱會「AKB48春季單獨演唱會～次期總現正修行中！～」上的“春季人事变动”（春の人事異動）中宣佈由Team B轉移至Team A。
- 6月6日，於「AKB48第41張單曲選拔總選舉」中獲得13,685票，得到第75名 (速報第65名)，首次進入圈內並成為Upcoming Girls的一員。
- 9月18日起，於AKB48劇場參與岩本輝雄「青春尚未結束」公演，並於同月21日 舉行了其16歲生誕祭。
- 12月3日，首次單獨成為雜誌的封面人物，拍攝地點為沖蠅，雜誌為「週刊YOUNG JUMP」2016年第1期。
- 12月31日，随组合參演第66回NHK红白歌合战。

### 2016年
- 1月16-18日，於「AKB48單獨 重溫時間 最佳曲目100 2016」中，大和田担任Center的四首歌曲進入榜內，名次如下：

第98名 - 最初的愛情故事
第82名 - Party is over
第29名 - 卡夫卡與小蝸牛Chu!
第12名 - 你的眼是星象儀
- 1月22-24日，於「AKB48組合 重溫時間 最佳曲目100 2016 」中，大和田担任center的兩首歌曲進入榜內，名次如下：

第35名 - 你的眼是星象儀
第34名 - 卡夫卡與小蝸牛Chu!
- 2月份，於AKB48劇場參與兩場「高橋南創作公演」，分別為
  - 18日的「草莓醬士 （15期生）」公演
  - 22日的「The Idol」公演。
- 6月18日，於「AKB48第45張單曲選拔總選舉」中獲得16,246票，得到第62名（速報第84名），再次進入圈內並成為Future Girls的一員。
- 11月29日，於AKB48劇場公演發表畢業[12][13]。
- 12月31日，於「夢幻紅白選拔48」中以第36名[14]參演 第67回NHK红白歌合战。

### 2017年
- 1月21-22日，於「AKB48 重溫時間 最佳曲目100 2017」中，大和田担任Center的四首歌曲進入榜內（每首歌曲自其推出以來，每年均有選進榜內），名次如下：

第74名 - 制服Bikini
第65名 - 你的眼是星象儀
第56名 - 卡夫卡與小蝸牛Chu!
第39名 - Party is over
- 2月1日，官方公佈了 大和田南那、相笠萌、梅田綾乃和西野未姬 四人的畢業詳情；四人的最終握手會為3月12日，而大和田南那的畢業公演為3月18日[15]。
- 2月12日，进行了約二小時的Showroom直播，超過四萬人觀看[16]。
- 2月14日，进行了約四個半小時的Showroom直播，超過72800人觀看[17]，共唱了53首歌曲。
- 3月10日，於「AKB48 Cafe」內进行了約二小時的个人活动「那娘之畢業禮」[18]。
- 3月12日，於橫濱舉辦的「春祭握手會」中，參與了自身的最終握手會[19]。
- 3月16-17日，分別於AKB48劇場最後參演了「我的太陽」公演 及「青春尚未結束」千秋樂公演。
- 3月18日，於AKB48劇場举行畢業公演後（演目为Team A「獻給M.T.」）作為正式從AKB48畢業。[20]在毕业环节中加演了《Party is over》（15期生）、《最初的愛情故事》（与大島涼花和橫島亞衿）及《比起昨天更喜歡你》（全員）三首歌曲。
- 6月8-11日，自AKB48畢業後首次演出，為舞台劇《聚光燈!》，並宣布了將在10月份演出另一舞台劇《白與黑同學會》，共演者有大島涼花、橫島亞衿和橋本耀等。
- 7月12日，美國電影網站「TC Candler」公布了大和田南那為「The 100 Most Beautiful Faces of 2017（日语：最も美しい顔）」的候選者[21]。結果將於十二月廿七日公佈。

### 2018年
- 1月5日，自個人發展後首次為雜誌拍攝寫真，拍攝地點為熱海溫泉，雜誌為「YOUNG GANGAN」2018年第2期。
- 1月19-20日举行的演唱会「AKB48 重溫時間 最佳曲目100 2018」中，大和田曾担任Center的两首歌曲再次進入榜內；《最初的愛情故事》和《你的眼是星象儀》分別獲得第59及92名。
- 2月11日播出的愛情真人秀《別被狼君所欺騙》第3季《别被寒冬的狼君所欺騙♥》#3.5話為大和田南那的番外篇，她与好友大島涼花登場。
- 3月9日，首次單獨演出廣告，產品為洗面泡泡。[22]
- 3月17日，自日出高等學校的通信制課程（日语：高等学校通信教育）中毕业。[23]
- 4月14日，在群馬縣舉辦與Fans一日遊活動。[24][25]
- 4月24日，個人發展後首次單獨成為雜誌封面人物，為足球雜誌「Soccer Game King（日语：サッカーゲームキング）」2018年6月號第76期。[26][27][28]
- 7月14日及16日，以《别被寒冬的狼君所欺騙♥》的演出者身份於炒雪糕專門店 "ROLL ICE CREAM FACTORY" 擔任1日店長；此次活动为「朝日電視台・六本木新城夏祭 SUMMER STATION（日语：テレビ朝日・六本木ヒルズ 夏祭り SUMMER STATION）」活動之一。[29]
- 7月27日，個人發展後首次演出劇集。[30][31][32]
- 8月10日，經理人公司Asia Promotion公佈其有份主演的《真實恐怖撞鬼故事2018電影版》將於9月上映，為首次參與電影的演出。[33]

### 2019年
- 2月11日，「TC Candler」公布了大和田南那為「The 100 Most Beautiful Faces of 2018」亞太區版的候選者[34]。最終榜單將於三月十五日公佈。
- 3月29日，推出首本電子寫真集 。[35]
- 6月11日，在電視節目《男女糾察隊》被主持人称為「第2代磯山沙也加」而引起话题。[36][37]
- 7月4日，在 LINE LIVE（日语：LINE LIVE） 發表首本寫真集將於本年9月15日，20歲生日當天發售；拍攝地點為夏威夷。[38][39][40]
- 7月17日及19日，連續推出兩個參演的廣告，分別是手機遊戲「怪物彈珠 X 我的英雄學院」[41]和 肯德基的限量飲品水蜜桃茶[42]。
- 7月21日，YouTube頻道正式啟播。
- 9月15-16日，分別於東京的新宿、名古屋及大阪的書店舉辦首本寫真集的發售紀念握手會活動。[43][44][45][46]
- 10月12日，首本寫真集再版發售[47]；並於12月14日在東京的書店舉辦再版紀念握手會活動。[48][49]

### 2020年
- 4月18日，於網絡上的「AKB48集團畢業後最活躍的20名原成員排名」投票中獲得第16名。[50]
- 3月11日，參與組合「M!LK」推出第三張專輯「Juvenilizm-青春主義-」內的歌曲「Winding Road」MV 的演出。
- 5月10日播出的《魔進戰隊煌輝者》第十話中，以參演角色的身份演唱插曲，並将收錄於次月推出的迷你專輯中。[51][52]

### 2021年
- 1月15日，週刊Playboy公佈2020年12月數碼寫真集的排名，《全身》（フルボディ）獲得第7名。[53]
- 7月21日，推出首個影像作品《21》，並以DVD及Blu-ray發行；拍攝地點為沖蠅。
- 7月24日，《21》發布紀念直播，中午於Instagram頻道，下午則在YouTube頻道。
- 10月31日，在東京的書泉書店（日语：書泉）9樓舉行首個影像作品《21》發行紀念活動。
- 11月30日，第二本寫真集《private》發售。
- 12月4日，在書泉書店7樓舉行第二本寫真集《private》發售紀念活動。

### 2022年
- 1月1日，2022年「星座x生肖x血型」最強算命排行榜，大和田南那獲得第七名﹙處女座×兔年×A型﹚。[54]

- 2月23日，直播第二本寫真集《private》網絡簽名會。

- 5月7日，在神田神保町的塚本大廈舉行《亞洲推廣攝影會》。

- 8月28日，在千代田區岩本町的 Studio Cosmos Akihabara 舉行個人攝影會。

- 9月15日，23歲生日推出首本個人月曆書2023《ぶちうさLove it！》，拍攝地點為廣島縣[55][56]。此外，還成立一個影迷俱樂部“7”。

- 9月30日，繼2017年後再次成為「TC Candler」所舉辦「The 100 Most Beautiful Faces of 2022（日语：最も美しい顔）」的候選者，結果將於十二月廿七日公佈。

- 12月28日，由网站「TC Candler」评选的「The 100 Most Beautiful Faces of 2022」公布結果，大和田南那獲得第88名。[57]

### 2023年
- 6月15日，推出出道十週年紀念寫真集《encounter》和特別版《encounter 1999-2023》，拍攝地點為越南。
- 6月30日，參與AKB48「15期生10周年特別公演」的夜場演出。
- 9月14日，連續兩年成為「TC Candler」所舉辦「The 100 Most Beautiful Faces of 2023」的候選者，出道後第四次入選。
- 12月28日，由网站「TC Candler」评选的「The 100 Most Beautiful Faces of 2023」公布結果，大和田南那獲得第19名，連續第二年獲選。[58]

### 2024年
- 1月31日，退出所屬經理人公司。[59][60]
- 3月30日，連續三年並且第五次成為「TC Candler」所舉辦「The 100 Most Beautiful Faces of 2024」的候選者。[61]
- 4月1日，加入經理人公司 OOO Entertainment。[62][63]
- 6月13日，在社交平台以手写信形式公布了自己的婚讯[64]。

## 人物
- 由於大和田的姓氏與2013年的熱門電視劇《半澤直樹》中的角色——大和田曉常務（香川照之飾）相同，因而引起不少人留意[65]，入行資歷尚淺時，就被視為AKB48的超級新人[66]。

- 喜歡的顏色是白色、粉紅色和米色[67][68]，喜歡的食物則是草莓和牛舌[68]，而喜歡的AKB48樂曲是無限重播[68]。

- 特殊技能是用頸部轉動呼拉圈[3][68]。

- 加入AKB48的契機：本身就喜歡AKB48，在看到電視上播映的《馬路須加學園》後，覺得劇中的板野友美十分可愛，所以報名參加徵選[69]。

- 將來的夢想是當一名歌手[70]，但進入AKB48後發現會唱歌的成員很多所以放棄了，正在尋找新目標中[69]。

- 研究生時即被峯岸南稱讚「有大人物般的存在感」[3]。

- 由于 "728" 的日語發音與大和田南那的暱稱（那娘 /  / Nanya）很近似，故有粉丝把7月28日作为 "那娘日"（なーにゃの日）[71]。

## 歌曲作品

### AKB48參與歌曲

#### 單曲CD
|      | 發行日期       | 單曲名稱 | 參與歌曲名稱       | 分隊名義       | 收錄 版本             | MV | 備註                 |
| ---- | -------------- | --- | ------------------ | -------------- | --------------------- | -- | -------------------- |
| 33rd | 2013年10月30日 | 真心電流 | 你的眼是星象儀     | 研究生         | 劇場盤                |    | Center               |
| 34th | 2013年12月11日 | 假如在懸鈴木的路上對你說 「我夢見了你的微笑」， 我們的關係會怎麼變化， 我自己想了幾天大概只能得出稍稍讓人害羞的結論 | Party is over      | AKB48          | Type-A                | ★  | Center               |
| 35th | 2014年2月26日  | 勇往直前 | 比起昨天更喜歡你   | Smiling Lions  | 全版本                | ★  | Center               |
| 36th | 2014年5月21日  | 拉布拉多獵犬 | 拉布拉多獵犬       |                | 全版本                | ★  | A面曲 首次進入選拔組 |
| 36th | 2014年5月21日  | 拉布拉多獵犬 | B花園              | Team B         | Type-B                | ★  |                      |
| 37th | 2014年8月27日  | 心意告示牌 | 教教我吧Mommy      |                | Type-D                | ★  |                      |
| 38th | 2014年11月26日 | 希望無限 | 希望無限           |                | 全版本                | ★  | A面曲                |
| 38th | 2014年11月26日 | 希望無限 | 寂寞俱樂部         | Team B         | Type-C                | ★  |                      |
| 39th | 2015年3月4日   | Green Flash | 春光 靠近的夏日    | AKB48          | Type-A                | ★  |                      |
| 39th | 2015年3月4日   | Green Flash | 混混搖滾           |                | Type-S                | ★  | 與小嶋真子 雙Center  |
| 40th | 2015年5月20日  | 我們不戰鬥 | 我們不戰鬥         |                | 全版本                | ★  | A面曲                |
| 40th | 2015年5月20日  | 我們不戰鬥 | Summer side        | Selection 16   | 全版本 （Type-D除外） | ★  | 與小嶋真子 雙Center  |
| 40th | 2015年5月20日  | 我們不戰鬥 | 卡夫卡與小蝸牛Chu! | 小蝸牛Chu!     | Type-B                | ★  | Center               |
| 41st | 2015年8月26日  | Halloween Night | 只有你籠罩秋色     | Upcoming Girls | Type-B                | ★  |                      |
| 41st | 2015年8月26日  | Halloween Night | 一步目音頭         | AKB48          | Type-C                | ★  |                      |
| 41st | 2015年8月26日  | Halloween Night | 混混機關槍         |                | Type-D                | ★  |                      |
| 42nd | 2015年12月9日  | 紅唇Be My Baby | 你你你…            | 次世代選拔     | Type-A                | ★  |                      |
| 42nd | 2015年12月9日  | 紅唇Be My Baby | 溫柔的place        | Team A         | Type-A                | ★  |                      |
| 42nd | 2015年12月9日  | 紅唇Be My Baby | 背中言葉           |                | Type-D                | ★  |                      |
| 43rd | 2016年3月9日   | 你就是旋律 | LALALA訊息         | 次世代選拔     | 全版本                | ★  |                      |
| 43rd | 2016年3月9日   | 你就是旋律 | 混和體             | 乃木坂AKB      | Type-E                | ★  |                      |
| 43rd | 2016年3月9日   | 你就是旋律 | 獻給M.T.           | Team A         | 劇場盤                |    |                      |
| 44th | 2016年6月1日   | 不需要翅膀 | Set me free        | Team A         | Type-A & B            | ★  |                      |
| 45th | 2016年8月31日  | LOVE TRIP/分享幸福                                                                                                  | 從看得見岸上的海邊 | Future Girls   | Type-C                | ★  |                      |

- 標註有「★」符號者表示該首歌曲有拍攝MV。

#### 其他單曲
| 發行日期       | 單曲名稱               | 參與歌曲名稱 | 分隊名義 | 收錄 版本 | MV | 備註                                    |
| -------------- | ---------------------- | ------------ | -------- | --------- | -- | --------------------------------------- |
| 2014年12月24日 | 與其溫柔不如給我一個吻 | 微弱春風     | AKB48    | 全版本    | ★  | 渡邊美優紀 猜拳大會2014 solo單曲的C/W曲 |

#### 專輯CD
|     | 發行日期       | 專輯名稱                     | 參與歌曲名稱             | 分隊名義   | 收錄 版本 | 備註   |
| --- | -------------- | ---------------------------- | ------------------------ | ---------- | --------- | ------ |
| 5th | 2014年1月22日  | 未來軌跡                     | 如果散去也很好吧…        | 研究生     | 劇場盤    | Center |
| 6th | 2015年1月21日  | 這裡是羅德斯島、在這裡跳吧！ | Birth                    |            | Type-A    |        |
| 6th | 2015年1月21日  | 這裡是羅德斯島、在這裡跳吧！ | To go                    | Team B     | Type-B    |        |
| 6th | 2015年1月21日  | 這裡是羅德斯島、在這裡跳吧！ | 最初的愛情故事           |            | 劇場盤    | Center |
| 7th | 2015年11月18日 | 0與1之間                     | Clap                     | Team A     | Type-B    |        |
| 7th | 2015年11月18日 | 0與1之間                     | 從那時起我不能再專心學習 | 小蝸牛Chu! |           | Center |
| 8th | 2017年1月25日  | 點時成菁                     | 那天的自己               |            | 全版本    |        |

#### 劇場公演分组曲
| 公演名稱                         | 參與歌曲名稱 | 備註                     |
| -------------------------------- | ------------ | ------------------------ |
| 研究生時期                       |              |                          |
| AKB48 研究生公演「睡衣兜風」     | 無望之淚     |                          |
| Team 4 2nd Stage「手牽手」公演   | 帶我去溫布頓 | 篠崎彩奈的代演           |
| Team 4 2nd Stage「手牽手」公演   | 巧克力的下落 | 橋本耀的代演             |
| 倉持Team B時期                   |              |                          |
| Team B 6th Stage「睡衣兜風」公演 | 天使的尾巴   | Center                   |
| Team B 6th Stage「睡衣兜風」公演 | 無望之淚     | 渡邊麻友的代演           |
| 橫山Team A時期                   |              |                          |
| 岩本輝雄「青春尚未結束」         | 藍天咖啡廳   | Center                   |
| Team A 7th Stage「獻給M.T.」公演 | 制服Bikini   | Center                   |
| AKB48「我的太陽」公演            | 暮蟬之戀     | 與竹内美宥、村山彩希轮换 |

### 個人作品
- 迷你專輯《魔進戰隊煌輝者》(1)（2020年6月10日、COCX-41150）
  - 插曲「ヨドミヒメの歌」，唱：路姬（大和田南那）

## 演出

### 電視劇
- 《水手服殭屍》（2014年4月19日－2014年7月18日，全12話；東京電視台）- 主演：乾舞子（與川榮李奈、高橋朱里共同主演）[8][72]
- 《馬路須加學園4》（2015年1月20日 - 3月31日，全10話；日本電視台）- 飾演：殭屍（Zombie）
- 《馬路須加學園5》（2015年8月25日 - 10月27日，全12話；日本電視台、Hulu）- 飾演：殭屍
- 《去吧！啦啦兵團》（2018年8月3日，第4話；TBS電視台）- 飾演：夏穗[73]
- 《魔進戰隊煌輝者》（2020年5月10日，第10話；朝日電視台）- 飾演：古寺良世 / 路姬[74][75]
- 《寵女青春白皮書》（2020年8月16日，第3話；日本電視台）
- 《危險的維納斯》（2020年10月25日，第3話；TBS電視台）- 飾演：白川春乃
- 《Company~逆轉的天鵝湖~（日语：カンパニー (小説)#テレビドラマ）》（2021年1月17日 - 24日，第2 - 3話；日本廣播協會(NHK)）
- 《謎樣的愛子》（2021年4月13日－6月15日，全10話 ；富士電視台）- 飾演：森川郁
- 《名探偵ステイホームズ》（2022年4月3日 & 10日，前&後編；日本電視台）- 飾演：八ヶ岳希美
- 《富津接連殺人事件》[76]（2022年10月7日－ ，全12話；千葉電視台）- 主演：宮下香織

### 電影
- 《真實恐怖撞鬼故事2018電影版》 第2話 "孤獨女子"（2018年9月8日，Pal（日语：パル企画））[77][78] - 单篇主演[79][80]
- 《約束的時間》（2019年7月27日）- 飾演：小泉京子[81]
- 《フィルムに宿る魂》[82]（2020年3月13日）- 飾演：齋藤千明[83][84]
- 《向上攀吧小寺同學》（2020年7月3日）- 飾演：エリカ
- 《もうすぐゾンビ》（短編電影）（2022年6月11日）
- 《気づかなくてごめんね -デイサービス編-》（2024年春）- 飾演：進藤梓

### 電視節目
- 《我的理論（日语：俺の持論）》（2017年10月15日 & 11月5日，第1 & 3話；朝日電視台）
- 《石橋貴明のたいむとんねる（日语：石橋貴明のたいむとんねる）》（2018年4月16日，第1話，女侍應(助手)；富士電視台）
- 《田村淳の地上波ではダメ!絶対!（日语：田村淳の地上波ではダメ!絶対!）》（2018年7月12日，第53話；BSスカパー!（日语：BSスカパー!））
- 《※注 芸人調べ（日语：※注 芸人調べ）》（2018年10月12－11月16日，第35－38話；朝日電視台）
- 《男女糾察隊》
  - （2019年6月11日，〜もう一花咲かせたい！〜 元AKB48だらけの非公認運動会[86]；朝日電視台）[87]
  - （2019年8月20日，元AKBだらけの芸能界三者面談[88]；朝日電視台）[89]
  - （2020年2月4日，テレビ界 知ってなきゃテスト；朝日電視台）
  - （2020年2月11日，独身女性の部屋におじゃまツアーズ！！；朝日電視台）[90]
- 《丸山桂里奈とりんごちゃんが行く 九州の最安値を探せ!アンダー3000円で行こう!》（2019年11月9日；FBS福岡放送，長崎國際電視台，宮崎電視台，鹿兒島讀賣電視台和大分電視台）
- 《テレビ千鳥（日语：テレビ千鳥）》（2020年3月10日，第41回；朝日電視台）
- 《クロ女子白書（日语：クロ女子白書）》（2020年8月6，13日；FBS福岡放送）
- 《神之舌》（2021年5月23日，第713回；東京電視台）
- 《大和田南那 21》（2021年11月5，17，27日；東映チャンネル（日语：東映チャンネル））
- 《浜ちゃんが!（日语：浜ちゃんが!） 》（2022年7月21日，第701回，テレビ出たい娘ダービー；讀賣電視台）
- 《Viewty Drive》（2022年9月18日－10月23日，#1－6，BS富士）
- 《市町村てくてく散歩（日语：市町村てくてく散歩）》（2022年12月9日，2023年3月10日 & 5月12日，第68，77 & 81回，千葉電視台）
- 《SHOW激！今夜もドル箱（日语：今夜もドル箱）》（2023年1月11日 & 2023年3月22日；東京電視台）
- 《バービーのHappy Pampee TV》（2023年2月21日－28日，#46－#47；BSJapanext）

### 網路劇
- 《馬路須加學園4》外傳（2015年3月31日 - 5月5日，第1-6話 [全12話 於 DVD/Blu-ray 附錄]；Hulu）- 飾演：殭屍
- 《馬路須加學園5》外傳（2015年11月3日，第1彈 - "迷路兒童中心" ；Hulu）- 飾演：迷路兒童
- 《AKB恐怖夜 腎上腺素之夜》（2016年2月18日，第38話 - "不認識的家人"；付費頻道[91]）- 單篇主演：真子[92]
- 《ヒトコワ》（2018年8月17日，第4話；ひかりTV（日语：ひかりTV） & dTV）- 飾演：矢口茜[30][31][93][94]
- 《绝对不在场证明》特別編（2020年3月14日，時計屋探偵とお祖父さんのアリバイ（後編）；AbemaTV）
- 《咒怨之始》（2020年7月3日，全6話 ；Netflix）- 飾演：水上芳惠
- 《謎樣的愛子》（2021年2月20日－，全10話 ；FOD）- 飾演：森川郁[95]
- 《ゾワる》（2021年8月13日，第4段 - "裏拍手"；YouTube）
- 《会社は学校じゃねぇんだよ 新世代逆襲編（日语：会社は学校じゃねぇんだよ 新世代逆襲編）》【プレミアム限定】（2021年12月10日，山野逆襲編；AbemaTV）

### 網路節目
- 《Live Shop!》（2017年9月8日 & 10月23；2018年3月13日 & 5月12日；2019年2月27日 & 5月22日；Live Shop!）
- 《囚人大喜利α》（2017年9月27日，第13話；AbemaTV FRESH!（日语：FRESH!））
- 《ドッチエ・LOVE？(VR)》（2017年11月15日；富士電視台）[96]
- 《别被寒冬的狼君所欺騙♥》（真冬のオオカミくんには騙されない♥）（2018年1月28日－3月25日，全9話；AbemaTV）[97]
- 《iDOLL交遊Show》（2018年1月28日，第1話；EMPaエンタメTV）
- 《智能手機演習 〜每日3分鐘Abema体操〜》（2018年2月1日起，第41-45話；AbemaTV）[98]
- 《BPM 〜BEST PEOPLE's MUSIC〜（日语：BPM 〜BEST PEOPLE's MUSIC〜）》（2018年2月3日－3月17日，第65-67 & 69[99]-71話，助手MC；AbemaTV）[100]
- 《LINE Rangers 十二星座最強決定戰》（聖鬥士星矢合作記念）（2018年2月9日、LINE Rangers（日语：LINE レンジャー））[101]
- 《藝能義塾大學（日语：テレビじゃ教えてくれない!業界裏教科書#芸能義塾大学）》（2018年2月17日－24日，第24-25話；AbemaTV）[102]
- 《イマっぽTV》（2018年4月9日－8月30日，不定期演出[註 2]；AbemaTV）
- 《フジモンが芸能界から干される前にやりたい10のこと（日语：フジモンが芸能界から干される前にやりたい10のこと）》（2018年5月16日，第78話；AbemaTV）
- 《チャンスの時間（日语：チャンスの時間）》（2018年6月6日，2021年8月18-25日，第8，147-148話；AbemaTV）[103][104]
- 《DDT LIVE! マジ卍（日语：DDT LIVE! マジ卍）》（2018年6月12日，第8話；AbemaTV）[105]
- 《買えるバトルクラブ（日语：買えるバトルクラブ）》（2018年10月18日，第12話；AbemaTV）
- 《DTテレビ（日语：DTテレビ）》（2019年10月18日，第95話；AbemaTV）
- 《パズドラ (テレビアニメ)（日语：パズドラ (テレビアニメ)）》 真人部份「超絶！！パズドラ部」（2020年8月29日 - 2021年10月17日，第16-19、40-41、43 & 72-74話；東京電視網）
- 《オジきゅんです!（日语：オジきゅんです!）》（2021年3月20日，第3話；AbemaTV）
- 《WINTICKET ミッドナイト競輪（日语：ABEMA_競輪・オートレースチャンネル#WinTicket_ミッドナイト競輪）》（2021年12月17日 & 31日，西武園 F2 最終日 テレ玉杯 & 松戸 F2 最終日；AbemaTV）
- 《モデルプレスカウントダウン（日语：モデルプレスカウントダウン）》（2022年1月28日，第8話；AbemaTV）
- 《ABEMAヒルズ（日语：ABEMAヒルズ）》（2022年5月25日，大和田南那「HSP」理解促進への思い；AbemaTV）
- 《ABEMAヒルズ》（2022年6月24日；AbemaTV）

### 活動演出
- 《超十代（日语：超十代） -ULTRA TEENS FES- @TOKYO》
  - 2018年度（3月27日；日本千葉縣千葉市幕張展覽館）[106]
  - 《デジタル超十代（日语：超十代#デジタル超十代）》（7月31日；東京都澀谷區SHIBUYA109）[107]
  - 2019年度（3月26日；日本千葉縣千葉市幕張展覽館）[108][109][110]
- 《Sapporo Collection 2018》（2018年4月28日；北海きたえーる(北海道立総合体育センター)）[111][112]
- 《Tokyo Street Collection》
  - 2018年度（5月3日；東京都調布市武藏野之森綜合體育廣場）[113]
  - 2019年度（5月3日；橫濱國際平和會議場 展覽館）[114]
- 《Fashion Leaders 2018 S/S》（2018年5月20日；大阪市難波HATCH）[115][116]
- 《TGC teen》
  - 2019 Summer（2019年7月29日；東京都江東區新木場STUDIO COAST（日语：STUDIO COAST））[117][118][119]
  - 2019 Winter（2019年12月25日；東京都江東區新木場STUDIO COAST）[120][121]
- 《NAGOYA FASHION FESTA in TOKAI fes 2019》（2019年12月5日；Zepp NAGOYA）[122]
- 《ONPAMALL：TinyTAN》（2021年3月27日；東京都澀谷區SHIBUYA109）
- 《Girls² COLORZ SHOW 2023 powered by SHEIN》（2023年8月2日 & 9日；Zepp Haneda & KT Zepp Yokohama）

### 舞台劇
- 《AKB49～戀愛禁止條例～》（2014年9月11日－19日；AiiA Theater Tokyo）飾演：吉永寛子（主要角色、與小嶋真子轮流飾演）[123][124]
- 《马路须加学园 〜京都・血风修学旅行〜》（2015年5月14日－19日；AiiA Theater Tokyo）飾演：殭屍
- 《AKB恐怖夜 腎上腺素之夜 朗讀劇》[125] （2015年10月12日 15:00 ；東京六本木 Zepp Blue Theater（日语：六本木ブルーシアター））
- 《聚光燈!》[126]（2017年6月8日－11日；東京品川區的 Rikkokai Hall[127]）主演：響未來 (與高城亞樹雙主演)
- 《白與黑同學會》[128]（2017年10月12日－15日；新宿村Live）飾演：小圓
- 《快樂市場》[129]（2017年11月22日－26日；新宿・Zenrosai Hall/Space zero（日语：スペース・ゼロ））飾演：小仙女 "パー"
- 《白與黑忘年會》[130]（2017年12月7日－10日；新宿村Live）飾演：光希[131]（與飯野雅、橫島亞衿、岡田彩花 共演）
  - 再演[132]（2019年2月14日－17日；新宿シアターモリエール）主演：花蓮（與飯野雅、高橋希來、多田愛佳 共演）
- 《戲曲法庭》[133]（2018年1月6日－8日；東京都日野市日野市民會館）主演：夏希華（與百川晴香雙主演）
- 《聚光燈! 2》[134]（2018年4月4日－8日；新宿村Live）主演：響未來（與飯野雅雙主演）
- 《真空家族》[135]（2018年8月8日－19日；東京都中野區The Pocker）飾演：南米娜[136]
- 《冷然之天秤》[137]（2018年11月1日－11日；東京都澀谷區代代木 Zenrosai Hall/Space zero）飾演：久世鶇[138][139][140][141]
- 音樂朗誦劇《GANG：GirlsAndNeverGiveup》[142]（2021年；東池袋Sunshine Theatre（日语：サンシャイン劇場））飾演：木崎惠
- 《遠き日の落球 〜あの時から続いているから今なんだ〜》（2023年2月15日 - 19日；シアターアルファ東京）主演：持田早紀
- 《LIAR GAME murder mystery》（2023年3月8日；飛行船シアター（日语：石橋メモリアルホール））
- 《けむりの肌に》（2023年4月7日 - 16日；渋谷シブゲキ（日语：CBGKシブゲキ!!））
- 《舞台「FUTABA」え？JKが10万人を救う？》（2023年10月13日 - 15日；CBGKシブゲキ!!（日语：CBGKシブゲキ!!））W雙主演：金城ふたば

### 廣播
- 《AKB48的「我們的故事」》（2014年5月23日－2017年3月18日，以AKB48成員身份不定期演出；NHK-FM）
- 《ON8「柱NIGHT! with AKB48」（日语：ON8）》（2014年6月2日－2017年3月18日，以AKB48成員身份不定期演出；bayfm）
- 《DJ Tomoaki's Radio Show!》（2017年7月20日，助手MC；下北FM （页面存档备份，存于））（與大島涼花共同參與）
- 《川島明のねごと》（2021年6月27日－7月4日，第13－14回；TBS電台）
- 《大江戸ワイドスーパーイブニング》「SNS FUN!」（2023年5月23日；レインボータウンエフエム放送（日语：レインボータウンエフエム放送））

### 影像作品
- 《21》（DVD/Blu-ray、2021年7月21日、E-NET FRONTIER（日语：イーネット・フロンティア））[143]

### 寫真集
- 《りすたあと》（2019年9月15日，Wani Books（日语：ワニブックス））[144]
- UTB：G（日语：UP to boy） B3特大尺寸簽名附序號寫真面板（2021年10月）
- 《private》（2021年11月30日，光文社）
- 《encounter》& 特別版《encounter 1999-2023》（2023年6月15日，光文社）

數碼版：
- FLASH週刊（日语：FLASH (写真週刊誌)） 數碼寫真集（光文社）
  - 《背伸びしたいころ》（2019年3月29日）[145]
  - 《女子旅リアル特別版》続Private 前編（2021年12月24日）
  - 《女子旅リアル特別版》続Private 後編（2022年2月25日）
  - 《女子旅リアル特別版》ずっと好きだった（2023年11月28日）

- 週刊Playboy PHOTO BOOK （集英社）
  - 《夏日那娘》（なーにゃさまー）（2019年4月19日）
  - 《那扇門的另一方》（あの扉の向こう側）（2020年5月15日）[146]
  - 《全身》（2020年12月21日）
  - 《城中貓之目》（下町キャッツアイ）（2021年6月11日）
  - 《IMAGINATION》（2021年9月3日）
  - 《妄想ラバーズ》（2023年2月6日）

- 《りすたあと》（2020年1月6日，Wani Books）
- BOMB（日语：BOMB） 數碼寫真集（ワン・パブリッシング[註 3]）
  - 《なーにゃん家》（2020年10月9日）
  - 《なーにゃと一緒。》（2021年8月6日）
  - 《おとなーにゃな生活》（2022年7月8日）
  - 《夏、素肌、なーにゃ。》（2022年7月8日）
  - 《こっち見て、なーにゃ。》（2022年12月8日）
  - 《なないろの日々。》（2024年2月8日）
- 週刊少年Sunday 數碼寫真書 《なーにゃと。》（2020年10月26日，小學館）
- BUBKA 數碼寫真集（白夜書房）
  - 《Unveil》（2021年8月4日）
  - 《Feel Special》（2023年12月13日）
- EX大衆（日语：EX大衆） 數碼寫真集 《棕褐色假期》（セピア色の休日）（2021年10月15日，雙葉社）
- ヤングチャンピオンデジグラ 《オトナな事情》（2022年1月8日，秋田書店）
- SPA!（日语：SPA!） BOOKS（扶桑社）
  - 《圧倒的彼女》（2022年3月18日）
  - 《彼女の一手で詰められて……》（2024年2月9日）
- 《private》（2022年6月21日，光文社）
- FRIDAY 數碼寫真集 （講談社）
  - 《スイートルームでふたりっきり》（2022年6月29日）
  - 《微熱の唇》（2022年11月4日）
- B.L.T. 數碼寫真集 《secret body》（2022年8月12日，東京新聞通信社）
- ヤングキングBULL（日语：ヤングキング） 數碼寫真集 《なないろ》（2023年10月4日，少年畫報社）